# 唯野あかり
唯野 あかり（ただの あかり、3月18日 - ）は、日本の女性声優。東京都出身。インテンション所属。

## 略歴
2017年から声優事務所インテンションのワークショップに参加し、2020年4月1日、同事務所に正式所属となる。

## 人物
学生時代は軽音楽部に所属していたため、ギターを弾くことができる。エレキギターよりはアコースティックギターを好んでいる。プライベートでは、ロックバンドクリープハイプの楽曲を好んで弾いている。
中学生のころ、地理の担当教諭からなぜか「円周率を一番長く覚えた者には一定の単位を与える」と言われたため、携帯電話の暗証番号を円周率に設定するなど工夫して覚えた。円周率は、今でも15桁程度は暗唱することができる。

## 出演

### テレビアニメ
2019年
- 旗揚!けものみち（女1）
- 炎炎ノ消防隊（生徒）
- 遊☆戯☆王VRAINS

2020年
- ミュークルドリーミー（ファンクラ部員、妖精F）
- A3!（子供）
- 池袋ウエストゲートパーク（通行人）
- ギャルと恐竜（アナウンサー）

2021年
- 蜘蛛ですが、なにか?
- ゆるキャン△ SEASON2（ピザ店店員）
- スケートリーディング☆スターズ（子供）
- 弱キャラ友崎くん（チームメイト）
- 遊☆戯☆王SEVENS（ユウカ）
- うらみちお兄さん（子供、母、母親）
- ブルーピリオド（試験官）

2022年
- その着せ替え人形は恋をする（生徒）
- スローループ（係員、女子）
- アオアシ（玉野佐和）
- 骸骨騎士様、只今異世界へお出掛け中（エルフ）
- RPG不動産（猫亜人）
- 社畜さんは幼女幽霊に癒されたい。（店員）
- 継母の連れ子が元カノだった（受付、ガヤ）
- うたの☆プリンスさまっ♪マジLOVEスターリッシュツアーズ 〜旅の始まり〜（妹）
- シュート!Goal to the Future（黒川〈幼少期〉）
- SPY×FAMILY（モニカ・マクブライド）
- 夫婦以上、恋人未満。（女子生徒A）
- 悪役令嬢なのでラスボスを飼ってみました（生徒）
- ポプテピピック　TVアニメーション作品第二シリーズ （子供B）
- 虫かぶり姫（侍女）

2023年
- 氷属性男子とクールな同僚女子（女の子）
- 東京ミュウミュウ にゅ〜♡（青山の育ての母）
- うちの会社の小さい先輩の話（ファミレス店員）
- AIの遺電子（トシキ君）
- カミエラビ
- 柚木さんちの四兄弟。（霧島和歌）
- 星屑テレパス（木梨さん）
- オーバーテイク!（メイク）
- 魔法使いの嫁 SEASON2（生徒）
- 16bitセンセーション ANOTHER LAYER（コギャルホステスB）

2024年
- 魔法科高校の劣等生（バイク部女子）
- 喧嘩独学（女性ファン）
- 黒執事 -寄宿学校編-（観客）
- 終末トレインどこへいく?（ウライズミン、店員、女性）
- この世界は不完全すぎる（猫、子ども）
- かつて魔法少女と悪は敵対していた。（子どもB）
- 異世界失格（孤児院の子供たち）
- ブルーロック VS. U-20 JAPAN（生徒）
- 歴史に残る悪女になるぞ（女子生徒）
- 合コンに行ったら女がいなかった話
- ささやくように恋を唄う（ライブ観客）

2025年
- ババンババンバンバンパイア（ワンチョペ）
- 花は咲く、修羅の如く（生徒）
- Re:ゼロから始める異世界生活 3rd season（花嫁）
- 男女の友情は成立する?（いや、しないっ!!）（女子生徒A）
- アン・シャーリー（教会の女の子たち）
- クラシック★スターズ（リスト〈幼少期〉）
- 履いてください、鷹峰さん（女子生徒A、女子生徒D）
- ロックは淑女の嗜みでして（女生徒）
- うたごえはミルフィーユ（子供たち）

### 劇場アニメ
- 劇場総集編 SSSS.GRIDMAN（2023年）
- きみの色（2024年、女子生徒達）

### Webアニメ
- SHADOW NEWT 再生能力で目指すS級最強!（2020年、女学生A、マスコミ女性）
- シャーリー 私を守る君を、守りたいから。（2020年、リンファ、被害者女性）

### ゲーム
- 黒騎士と白の魔王（2019年、チェシャ猫[6]）
- アニマエ・アルケー（2021年、凛[7]）
- ファンタシースターオンライン2 es（2021年、レイTマシンガン[8]）
- クイズRPG 魔法使いと黒猫のウィズ（グレモリー）
- 遊戯王 デュエルリンクス（2025年、ゴーハ・ユーカ）

### ドラマCD
- 薬屋のひとりごと（2021年、禿[9]） ※第11巻限定特装版付属CD

### デジタルコミック
- ポンポコロボ アト&スゥ（2021年、姉ちゃん[10]）
- 営業スマイル男女（2022年、秋川笑美、後輩社員[11]）
- カグラバチ(2024年、ヒナオ)